# Tanatuku
Tanatuku is een bestuurslaag in het regentschap Oost-Soemba van de provincie Oost-Nusa Tenggara, Indonesië. Tanatuku telt 979 inwoners (volkstelling 2010).